# Leo Kountul

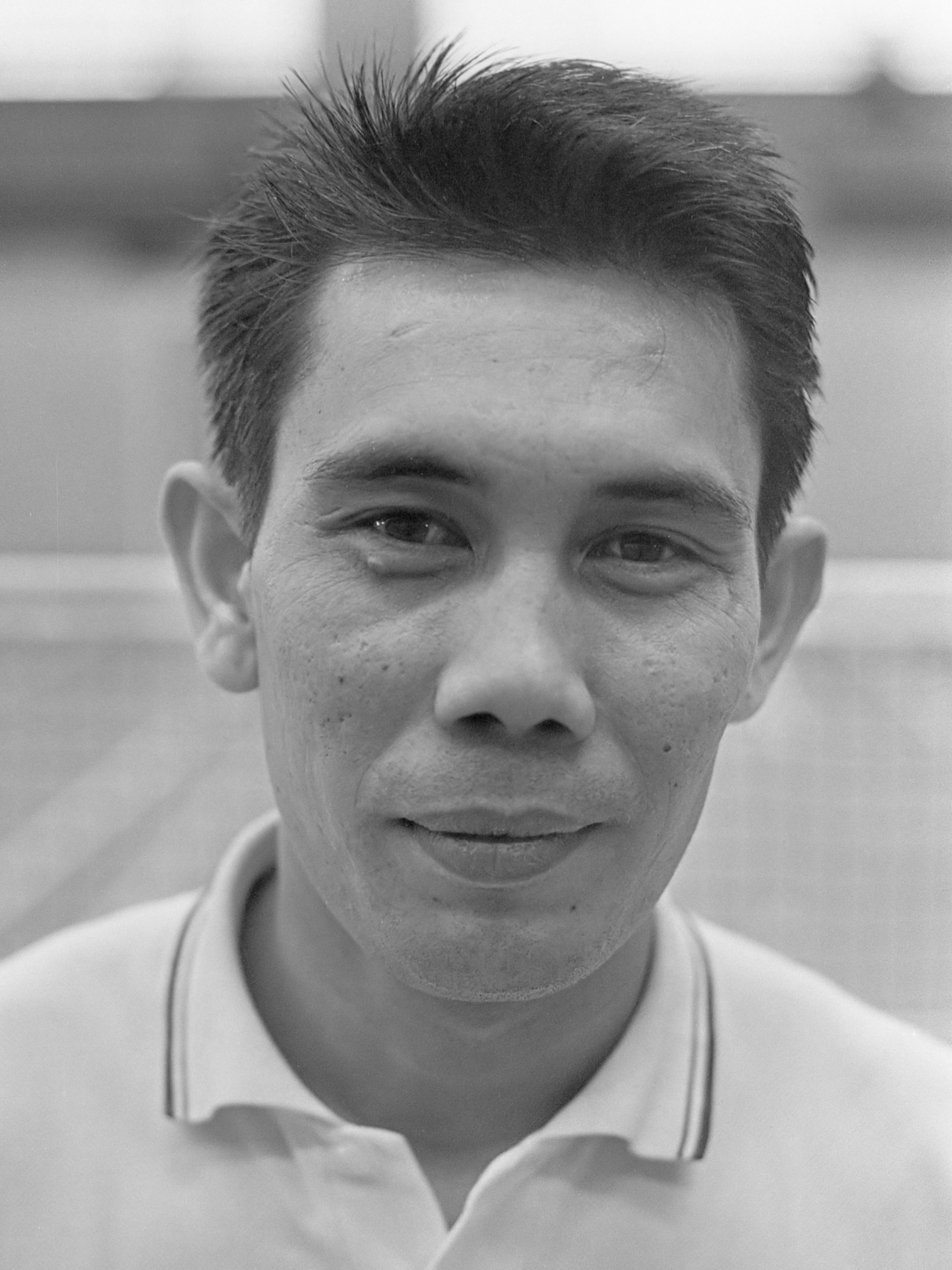
Leo Kountul (1968)

Leo Kountul (* um 1945) ist ein niederländischer Badmintonspieler. 

## Karriere
Leo Kountul wurde 1965 erstmals nationaler Meister in den Niederlanden. Drei weitere Titelgewinne folgten bis 1968. 1968 siegte er bei den Belgian International. Im gleichen Jahr nahm er auch an den erstmals ausgetragenen Badminton-Europameisterschaften teil. 

## Sportliche Erfolge
| Saison | Veranstaltung                      | Disziplin    | Platz | Name                              |
| ------ | ---------------------------------- | ------------ | ----- | --------------------------------- |
| 1965   | Niederlande: Einzelmeisterschaften | Herrendoppel | 1     | Pim Seth Paul / Leo Kountul       |
| 1966   | Niederlande: Einzelmeisterschaften | Herrendoppel | 1     | Herman Leidelmeijer / Leo Kountul |
| 1967   | Niederlande: Einzelmeisterschaften | Herrendoppel | 1     | Herman Leidelmeijer / Leo Kountul |
| 1969   | Belgian International              | Mixed        | 1     | Leo Kountul / Tonny Pannemans     |
| 1968   | Niederlande: Einzelmeisterschaften | Herrendoppel | 1     | Herman Leidelmeijer / Leo Kountul |